# Palézieux
 (septembre 2010).
Si vous disposez d'ouvrages ou d'articles de référence ou si vous connaissez des sites web de qualité traitant du thème abordé ici, merci de compléter l'article en donnant les références utiles à sa vérifiabilité et en les liant à la section « Notes et références ».
Palézieux est une localité et une ancienne commune suisse du canton de Vaud, située dans la commune d'Oron, dans le district de Lavaux-Oron.
Elle est divisée en deux agglomérations distantes de deux kilomètres, Palézieux-Village et Palézieux-Gare.

## Histoire
Les vestiges les plus anciens découverts sont ceux d'une villa romaine. Le site était situé sur la route Vevey (Vibiscum) - Moudon.
La première mention écrite du site, « Pallexiu », date de 1134. Ce nom évolua ensuite en « Palatiolum » (1141), « Palaisol » (1154), « Palesuez » (1218), « Palexieu » (1545), noms issus du diminutif de « palatium » désignant un palais.
Sous la domination savoyarde, la famille de Palézieux - mentionnée dans les textes dès 1154 - y avait son château, dont on possède une gravure de 1820, et dont on peut encore voir les restes aujourd'hui - principalement un pan de mur. Ce château commandait un pont situé en contrebas sur la Broye, source de profit par les différents péages et taxes.
Un des représentants de cette famille fut Hugues de Palézieux, compagnon du comte Pierre II de Savoie, « le petit Charlemagne », qui fit de lui en 1263 son premier bailli de Vaud.
Cette famille jouissait donc d'une grande considération, mais n'était pas riche, et peu après la mort de Hugues en 1276 fit une faillite financière en 1302. Elle fut remplacée par les seigneurs de Billens, qui fondèrent le 9 mai 1344 un bourg entouré de murs et de fossés, lui octroyant une Charte pour assurer son développement. Par alliance, le bourg parvint ensuite dans les mains des Comtes de Gruyère, qui le réunirent à la seigneurie d'Oron, avant de passer sous domination bernoise comme le reste du Pays de Vaud.
La création de Palézieux-Gare remonte à la mise en service de la voie de chemin de fer Lausanne - Berne en 1862, qui passait largement à l'écart de Palézieux-Village. S'y ajoute en 1876 la ligne partant en direction de Moudon - Payerne, puis en 1901 ligne Palézieux-Bulle-Montbovon à voie métrique menant à Châtel-Saint-Denis et Bulle en 1903. Mais le développement de l'agglomération est assez lent ; à la fin du XIXe siècle, Palézieux-Gare ne compte encore qu'une dizaine de maisons.
La commune a fusionné, le 1er janvier 2012, avec celles de Bussigny-sur-Oron, Châtillens, Chesalles-sur-Oron, Écoteaux, Les Tavernes, Les Thioleyres, Oron-le-Châtel, Oron-la-Ville et Vuibroye pour former la nouvelle commune d'Oron.

## Patrimoine bâti
Le pont sur la Broye est emporté en 1700, à la suite d'une crue. Il n'est reconstruit qu'en 1750, à la suite de plusieurs pétitions. Modernisé, il est toujours en place.
L'église, dont l'histoire remonte XIIe siècle mais qui est aujourd'hui de style néoclassique, a été reconstruite en 1827 par l'architecte veveysan Philippe Franel.

## Transports
La commune est desservie par deux gares dont la gare de Palézieux-Village dans l'agglomération homonyme, et la gare de Palézieux dans l'agglomération de Palézieux-gare. Cette dernière est située au croisement de trois lignes ferroviaires :
- la ligne Genève - Berne - Lucerne ou Zurich - St-Gall ;
- la ligne dite de la Broye ; Lausanne - Moudon - Payerne. C'est sur cette ligne que se trouve l'arrêt de Palézieux-Village ;
- la ligne Palézieux-Bulle-Montbovon via Châtel-Saint-Denis, appartenant aux Transports publics fribourgeois.

Les deux agglomérations sont également desservies par plusieurs lignes de bus.

## Anecdote
La commune est célébrée dans une chanson humoristique de 1977 du groupe le Beau Lac de Bâle.